# 제7회 미쟝센 단편 영화제
제7회 미쟝센 단편 영화제는 2008년 6월 26일에 열린 시상식이다.

## 수상 및 후보

### 비정성시 최우수작품상
- 적의 사과 - 이수진 수상

### 사랑에관한짧은필름 최우수작품상
- 솔로 36분 - 박범수 수상
- 솔로 36분 - 백석광 수상

### 절대악몽 최우수작품상
- 모퉁이의 남자 - 이진우 수상

### 희극지왕 최우수작품상
- 이제는 말할 수 있다 - 정승구 수상

### 4만번의구타 최우수작품상
- 불온한 젊은 피 - 박미희 수상

### 심사위원특별상
- 125 전승철 - 박정범 수상
- 도시에서 그녀가 피할 수 없는 것들 - 박지연 수상

### 심사위원 특별상 연기부문
- 이웃 - 이도윤 수상
- 기린과 아프리카 - 김민숙 수상

### 미쟝센 촬영상
- 적의 사과 - 이수진 수상

### 관객상
- 무림일검의 사생활 - 장형윤 수상

### 비정성시 부문
- 아이들 - 윤성현
- 경로를 이탈하셨습니다 - 양미경
- 125 전승철 - 박정범
- 그날 - 조재형
- 삐라 - 김원호
- 웅이 이야기 - 이하송
- 에덴 - 김혜원
- 적의 사과 - 이수진
- 이웃 - 이도윤
- 보통 관계 - 박현철
- 가족경제학 - 이성래
- 암사자(들) - 홍재희
- 155마일 - 이형석
- 여고생이다 - 박지완

### 사랑에 관한 짧은 필름 부문
- 올드 랭 사인 - 소준문
- 도시에서 그녀가 피할 수 없는 - 박지연
- 화이트데이 - 이정욱
- 솔로 36분 - 박범수 외 1명
- 기다린다 - 김종관
- 나도 모르게 - 유지태
- 기린과 아프리카 - 김민숙
- Bleach - 장의진
- 치타 걸스 3 - 전성빈
- 잊을 수 없는... - 김희정
- 잔(殘)소리 - 최정열
- 뜨거운 커피 - 최숭기
- Blue Story - 신동훈
- 모나리자 스마일 - 김정연

### 희극지왕 부문
- 외할머니와 레슬링 - 임형섭
- 수쟌느 - 정영헌
- 사랑은 단백질 - 연상호
- 소주 - 박건록
- 천년기린 - 원종식
- 이제는 말할 수 있다 - 정승구
- 봉철이 변태하다 - 천주영
- 85B - 윤미중

### 절대악몽 부문
- 원티드 - 김운기
- 모퉁이의 남자 - 이진우
- 수퍼 살롱 미장원 - 정민규
- 너의 세계 - 서재경
- 매트릭스 컴퍼니 - 윤혜렴
- Trunk - 황일빈
- 밤은 그들만의 시간 - 조은경
- 정서적 싸움 - 신재영
- 당신이 잠든 사이에 - 이근우
- 스톱 - 박재옥
- 문득 날아본 하늘 - 안성애
- 8/10000 - 유상헌
- 창조기 - 박재영
- 좋은 밤 되세요 - 채민기
- 팔링게네시아 - 이윤석
- 여보세요 - 이경섭

### 4만번의 구타 부문
- 무림일검의 사생활 - 장형윤
- 일루젼 - 원종혁
- 돌아보다 - 이규태
- 크리스마스를 베다2 - 오영두
- 오늘도 순이는 열심히! - 전성태
- 유구무언 - 김동후
- 불온한 젊은 피 - 박미희
- 바둑이를 아십니까? - 고원우
- 원칙의 문제 - 윤기남

### 해외 초청작
- 5x90 - The Wake - 이기훈
- 쿠키 세일 - 웨스 김
- 종이소년 윌리 - 이승준
- 여름날의 사랑 - 폴 위
- 온 타임 - 테드 정
- 생일 선물 - 콴
- 화학 소설 - 김형균
- 암살자 에피소드 1 - 최영
- 말 더듬기 - 제니스 안
- 몬스터들 - 토머스 고
- 콜링 유 - 전재홍
- 악마로부터 도망가다 - 데이비드 H. 김
- 오늘 밤 내 곁으로 - 이용대
- 회상 - 데이빗 오
- 미라지 - 장영웅
- 사서의 복수 - 산티아고 델라페
- 죽은 사람 수집 - 페르난도 릭
- 일곱개의 삶 - 마르셀로 스폼버그 외 1명
- 번데기 - 페르난도 멘데즈
- 뱀파이어의 밤 - 알레 카마르고
- 침 - 에스미르 필로
- 무덤파는 앤젤로 - 르나토 터네즈 외 1명
- 아카이 - 칼로스 가나니안

### 프로그래머 스펙트럼
- 시작하기에 완벽한 - 리처드 로우슨
- 딸들 - 세바스찬 고드윈
- 환각 - 구션 왕
- 수요일 - 카너 퍼거슨
- 그가 사라졌다 - 매튜 돈크
- 종착역 - 트레버 캐우드
- 벌 - 이사벨 아이구아비브스
- 나쁜 놈 - 마리우스 홀스트
- 페페로니 - 파우스토 에스트라다 구에레로
- Close & Low - 제프 윈치
- 하들리 보이즈 - 윌리엄 웨그만
- 강아지 - 시몬 반 뒤셀도르프
- 필이 플로를 만지다 - 데이빗 버드셀
- 개의 인생 - 존 하든